# Tifón Hinnamnor
El Tifón Hinnamnor, conocido en Filipinas como el supertifón Henry, fue un ciclón tropical que afectó a Japón y Corea del Sur. La undécima tormenta con nombre, el cuarto tifón y el primer súper tifón de la temporada de tifones del Pacífico de 2022, Hinnamnor se originó en un área perturbada del clima notada por primera vez el 27 de agosto por el JTWC. Esta área pronto se convirtió en la tormenta tropical Hinnamnor al día siguiente. La tormenta se intensificó rápidamente y se convirtió en tifón el 29 de agosto. Durante la noche, Hinnamnor se intensificó hasta convertirse en un súper tifón equivalente a Categoría 5. 

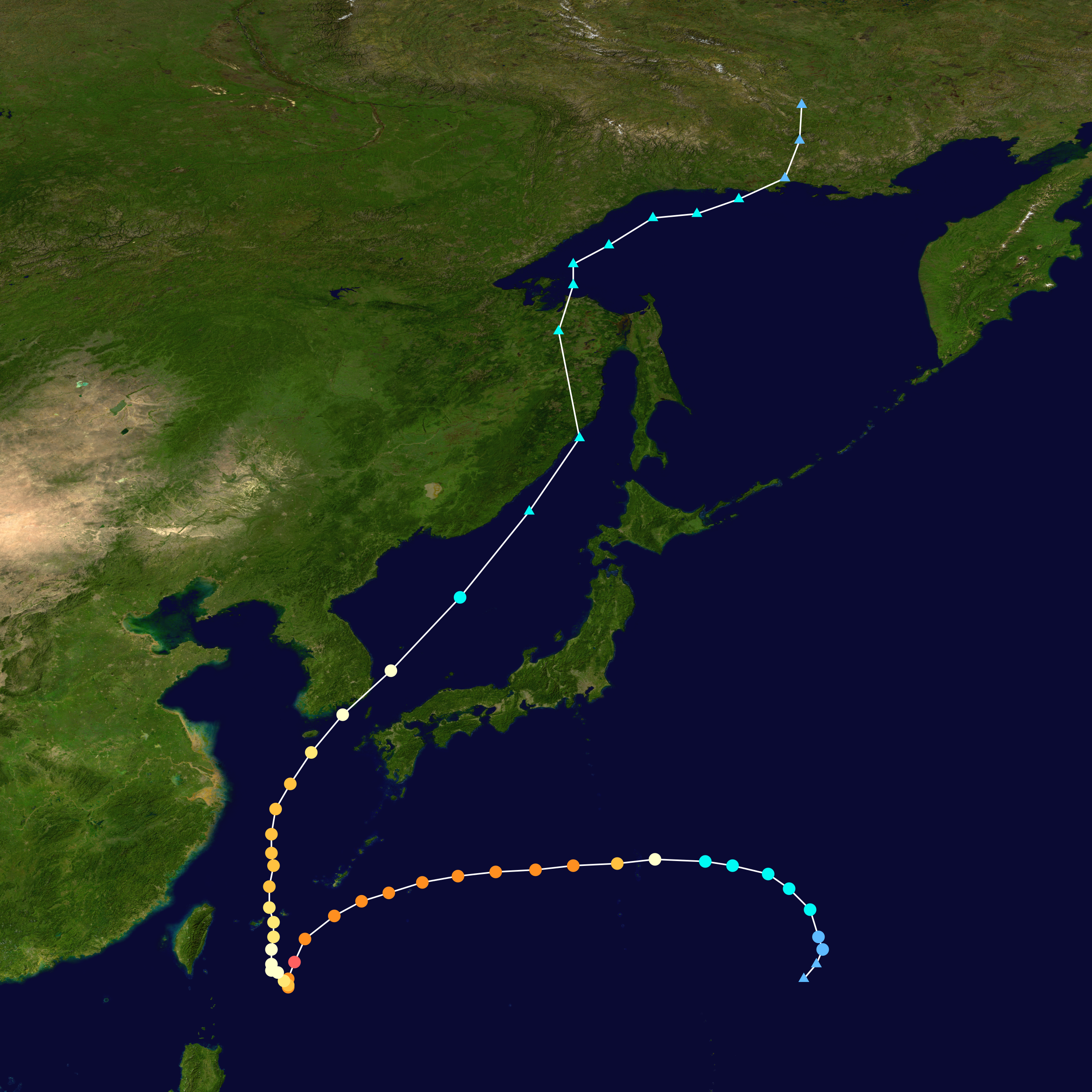
Mapa del Tifón Hinnamnor que traza la trayectoria y la intensidad de la tormenta, de acuerdo con la escala de huracanes de Saffir-Simpson

A medida que la tormenta aceleró hacia el norte hacia el Mar de China Oriental, se reconstruyó a lo largo del día siguiente y comenzó a intensificarse nuevamente. La tormenta ganó un estatus importante una vez más el 4 de septiembre y se dirigió hacia el noreste hacia Busan. Comenzando a debilitarse por última vez el 5 de septiembre, la tormenta tocó tierra degradándose a tormenta extratropical.
A medida que se acercaba Hinnamnor, se emitieron muchos avisos sobre la tormenta en Japón, China, Taiwán y Corea del Sur. El tifón trajo lluvias torrenciales y fuertes vientos a Okinawa, y miles de hogares sufrieron cortes de energía. Las fuertes lluvias afectaron los distritos del norte de Taiwán y un hombre murió en Filipinas debido a las inundaciones de Hinnamnor. Hinnamnor tocó tierra justo al sureste de Geoje en Corea del Sur, dejando sin electricidad a decenas de miles de hogares. En general, el tifón fue responsable de 12 muertes, 1 desaparecido y $1.21 mil millones en daños en varios países.